# Mogotes Aguilera
Die Mogotes Aguilera sind zwei bis zu 40 m hohe Felsenhügel an der Nordostküste von Greenwich Island im Archipel der Südlichen Shetlandinseln. Sie überragen den Canto Point an der Nordwestseite der Einfahrt zur Discovery Bay.
Teilnehmer der 1. Chilenischen Antarktisexpedition (1946–1947) nahmen Vermessungen vor und benannten sie. Namensgeber ist der Hydrograph Manuel Aguilera, der bei dieser Expedition an Vermessungen des nordöstlichen Teils von Greenwich Island beteiligt war.